# 洛陽名園記
『洛陽名園記』（らくようめいえんき）は、中国北宋時代の済南の詩人・李格非が撰じた、当時洛陽にあった19の名園の紹介文である。

## 取り上げられた名園

### 大字寺園
大字寺園は唐代の詩人白居易の庭園である。
大字寺園唐白楽天園也。楽天云、吾有第、在履道坊。五畝之宅、十畝之園。有水一池、有竹千竿。是也。
今、張氏得其半、為会隠園。
大字寺園は唐の白楽天の園なり。楽天云う、われ第あり、履道坊に在り。五畝の宅、十畝の園。水一池あり、竹千竿あり。これなり。今、張氏がその半を得、会隠園と為す。
1992年に履道里の白居易故居遺跡の発掘調査が行われ、古伊水路と池沼の遺跡、壁の基礎と排水路の磚が残されている。

### 独楽園
独楽園は、『資治通鑑』の編者司馬光(温公)の庭園である。

### 湖園
湖園の項の冒頭の部分は有名で、兼六園の名前の由来となった。
洛人云、園圃之勝、不能相兼者六

務宏大者少幽邃、人力勝者少蒼古、多水泉者艱眺望

兼此六者、惟湖園而已

洛人の云う、園圃の勝、相い兼ねるあたわざるは六。
宏大を務むるは幽邃少なし、人力勝れるは蒼古少なし、水泉多きは眺望艱し。
この六を兼ねるは、ただ湖園のみ。

### 呂文穆園
呂文穆園は、宋の宰相の呂蒙正（諡は文穆）の晩年の邸宅の庭園である。